# Jagir (comarca)
Jagir fou el nom històric d'una comarca que correspon més o menys al que fou el districte de Changalpat (que va existir fins al 1999).
Fou la primera possessió important de la Companyia Britànica de les Índies Orientals al sud de l'Hindustan. Fou concedida pel nawab d'Arcot a canvi dels serveis de la companyia el 1760, i confirmada per l'emperador mogol el 1763.